# TPB AFK
TPB AFK: The Pirate Bay Away From Keyboard är en svensk dokumentärfilm från 2013 av Simon Klose. Filmen skildrar grundarna av fildelningssidan The Pirate Bay.

## Om filmen
Inspelningen av TPB AFK påbörjades 2008 och avslutades 2012. Biopremiären av filmen hölls på Filmfestivalen i Berlin den 8 februari 2013, och släpptes samtidigt för fri nedladdning på The Pirate Bay och på YouTube. Filmen är släppt under Creative Commons som innebär att filmen får spridas fritt, samt en kortare version finns tillgänglig för att göra alternativa redigeringar .
Den 26 februari 2013 visades filmen på SVT 1. En andra visning skedde den 7 januari 2025.